# گرونووهلد
گرونووهلد (به آلمانی: Grönwohld) یک شهر در آلمان است که در Stormarn واقع شده‌است. گرونووهلد  ۱٬۳۵۴ نفر جمعیت دارد.